# حوزه انتخابیه سوم لوئیزیانا

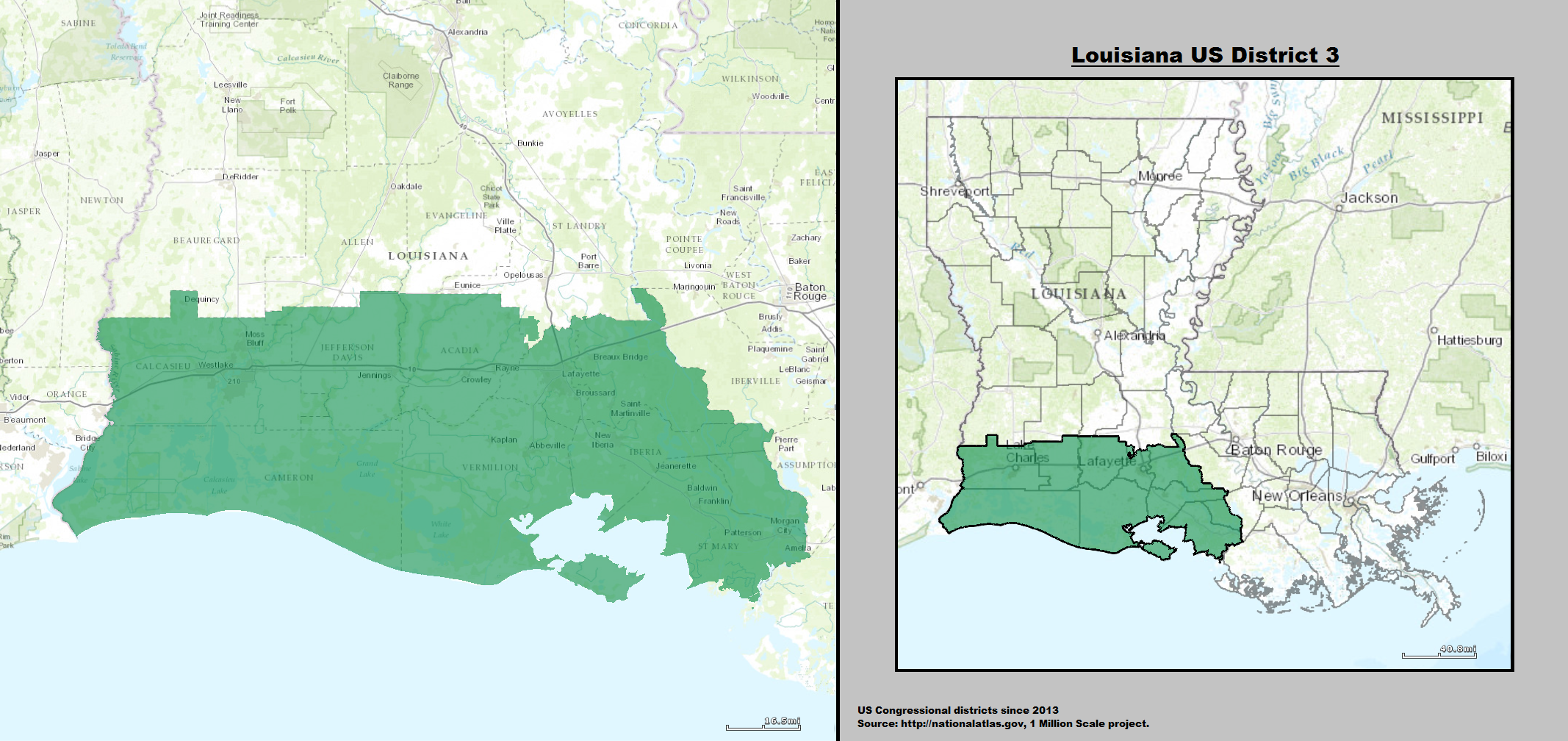
نقشه جغرافیایی حوزه انتخابیه سوم لوئیزیانا

حوزه انتخابیه سوم لوئیزیانا یک حوزه انتخابیه مجلس نمایندگان آمریکا است که در ایالت لوئیزیانا قرار دارد.